# Maurice Evans
Maurice Herbert Evans (Dorchester, 3 de junho de 1901 — Rottingdean, 12 de março de 1989) foi um ator inglês conhecido por suas interpretações de personagens de Shakespeare.
Interpretou o Dr. Zaius no filme O Planeta dos Macacos' .
Maurice atuou no seriado A Feiticeira. Ele era Maurice, o pai bruxo de Samantha. Sua primeira aparição foi no 1º ano da série no episódio: Isto é Normal?.
Trabalhou também no cultuado "O Bebê de Rosemary" interpretando "Edward 'Hutch' Hutchins", amigo do casal Woodhouse.
Maurice Evans morreu em 12 de março de 1989, aos 87 anos, em uma casa de repouso em Rottingdean, perto de Brighton, Inglaterra.